# بازی‌های مدیترانه ۱۹۸۷
بازی‌های مدیترانه ۱۹۸۷ (انگلیسی: 1987 Mediterranean Games) دهمین دوره مسابقات بازی‌های مدیترانه است که از ۱۱ تا ۲۵ سپتامبر ۱۹۸۷ در لاذقیه، سوریه برگزار شده است. این بازی‌ها با حضور ۱٬۹۹۶ ورزشکار از ۱۸ کشور انجام شده است.

## ورزش‌ها

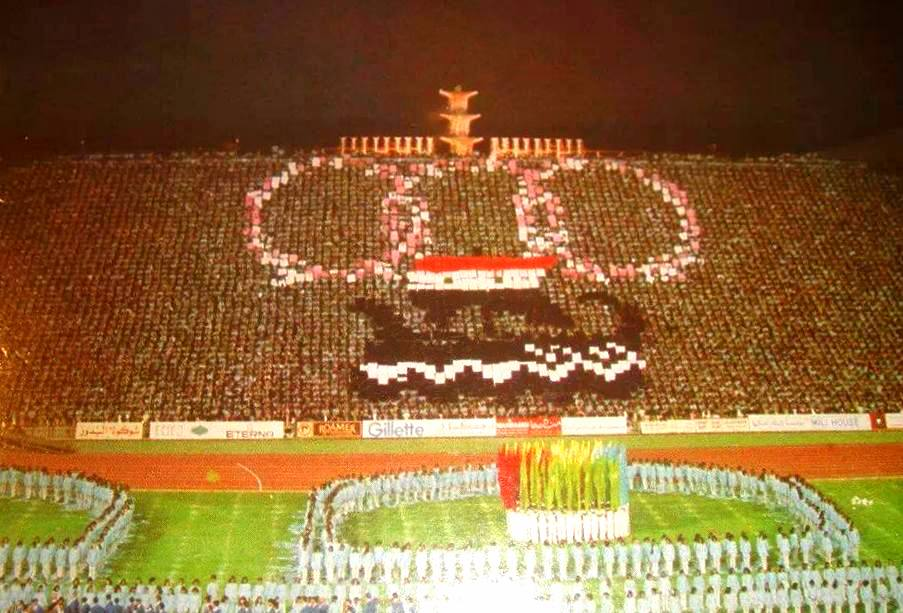
مراسم افتتاحیه

- دو و میدانی  (جزئیات)
- بسکتبال  (جزئیات)
- بوکس  (جزئیات)
- دوچرخه‌سواری  (جزئیات)
- شیرجه  (جزئیات)
- فوتبال  (جزئیات)
- ژیمناستیک  (جزئیات)
- هندبال  (جزئیات)
- جودو  (جزئیات)
- تیراندازی  (جزئیات)
- شنا  (جزئیات)
- تنیس روی میز  (جزئیات)
- تنیس  (جزئیات)
- والیبال  (جزئیات)
- واترپلو  (جزئیات)
- وزنه‌برداری  (جزئیات)
- کشتی  (جزئیات)

## کشورهای شرکت‌کننده
- آلبانی (33)
- الجزایر (69)
- قبرس (54)
- مصر (61)
- فرانسه (191)
- یونان (213)
- ایتالیا (263)
- لبنان (135)
- لیبی (21)
- مالت (8)
- موناکو (5)
- مراکش (88)
- سان مارینو (30)
- اسپانیا (194)
- سوریه (277)
- تونس (47)
- ترکیه (212)
- یوگسلاوی (95)

## جدول مدال‌ها
*   کشور میزبان ( سوریه)
| رتبه            | کشور            | طلا | نقره | برنز | مجموع |
| --------------- | --------------- | --- | ---- | ---- | ----- |
| ۱               | ایتالیا         | ۶۹  | ۴۵   | ۳۸   | ۱۵۲   |
| ۲               | یوگسلاوی        | ۱۷  | ۱۹   | ۱۷   | ۵۳    |
| ۳               | فرانسه          | ۱۶  | ۳۰   | ۲۲   | ۶۸    |
| ۴               | اسپانیا         | ۱۵  | ۲۱   | ۳۳   | ۶۹    |
| ۵               | مراکش           | ۹   | ۸    | ۳    | ۲۰    |
| ۶               | سوریه*          | ۹   | ۶    | ۱۲   | ۲۷    |
| ۷               | ترکیه           | ۸   | ۹    | ۲۲   | ۳۹    |
| ۸               | یونان           | ۷   | ۱۴   | ۱۶   | ۳۷    |
| ۹               | الجزایر         | ۵   | ۳    | ۴    | ۱۲    |
| ۱۰              | مصر             | ۴   | ۴    | ۶    | ۱۴    |
| ۱۱              | آلبانی          | ۳   | ۱    | ۴    | ۸     |
| ۱۲              | تونس            | ۲   | ۴    | ۵    | ۱۱    |
| ۱۳              | قبرس            | ۲   | ۰    | ۰    | ۲     |
| ۱۴              | لبنان           | ۰   | ۱    | ۰    | ۱     |
| ۱۴              | سان مارینو      | ۰   | ۱    | ۰    | ۱     |
| مجموع (۱۵ کشور) | مجموع (۱۵ کشور) | ۱۶۶ | ۱۶۶  | ۱۸۲  | ۵۱۴   |